# Tretjakovskaja
Tretjakovskaja (ryska: Третьяковская) är en tunnelbanestation på Kalininsko–Solntsevskajalinjen och Kaluzjsko–Rizjskajalinjen i Moskvas tunnelbana. 
Stationen invigdes 1971 och är namngiven efter konstmuseet Tretjakovgalleriet som ligger i närheten. Till skillnad från Kitaj-Gorod som från början var planerad som en bytesstation mellan två linjer, så tjänstgjorde Tretjakovskaja som en vanlig station fram till år 1986, då Kalininskaja-linjen nådde stationen. En andra plattform byggdes då norr om den gamla och stationen konverterades till en bytesstation.
Den ursprungliga stationen är byggd i vit marmor. Alla Kaluzjsko-Rizjskaja-tåg stannade här fram till 1986. I dag trafikeras den gamla stationen av nordgående tåg mot Medvedkovo och Novogirejevo.
Den nya norra plattformshallen är även den byggd i vit marmor. Den trafikeras av sydgående tåg mot Novojasenevskaja, och är även slutstation för den östra delen av Kalininsko–Solntsevskajalinjen.
De två plattformarna sammanbinds av en passage som ligger mittpå deras längd, och även av den delade entrén vid Klimentovskij pereulok.

## Galleri

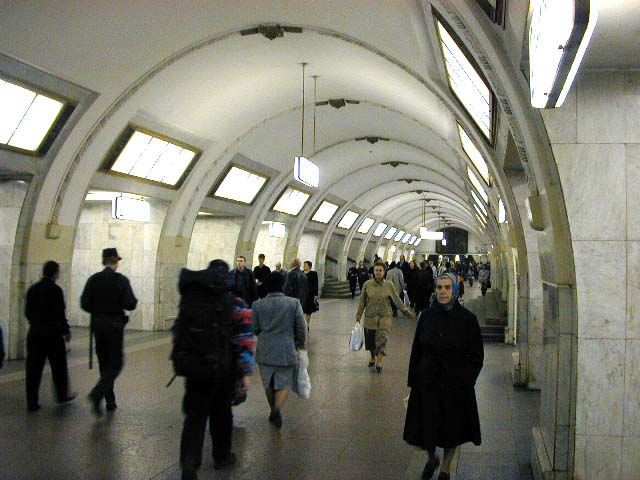
Norra hallen.